# Бутурлин, Михаил Михайлович
Михаил Михайлович Бутурлин (Пустой шаблон {{ВД-Преамбула}} ) — российский хоккеист, защитник, хоккейный судья.

## Биография
Сын хоккеиста, судьи и функционера Михаила Бутурлина. Младший брат Александр также хоккеист.
Воспитанник ЦСКА. Выступал за команды ЦСКА-2 (1994/95 — 1997/98), ЦСКА (1996/97 — 1998/99), ХК ЦСКА (1998/99), «Кристалл» Электросталь (1998/99 — 1999/2000), «Кристалл» Саратов (2000/01 — 2002/03, 2004/05), «Витязь» Подольск / Чехов (2002/03, 2004/05), «Динамо» Минск (2003/04, 2005/06), «Лада» и «Лада-2» (2005/06 — 2006/07), «Амур» (1 матч) и «Юность» Минск (2006/07).
С 2010 года — судья КХЛ, провёл в лиге более трёхсот матчей.
Скончался 27 июня 2017 года в возрасте 39 лет. Похоронен на Волковском кладбище Мытищ.